# Сунь Чуньлань
Сунь Чуньлань (кит. трад. 孫春蘭, спр. 孙春兰, піньїнь: Sūn Chūnlán, жін., народилась у травні 1950 року, пров. Хебей) — китайська високопоставлена політична діячка. З 2012 року член Політбюро ЦК КПК, одночасно з 2014 року завідувачка відділу єдиного фронту ЦК КПК. В 2012—2014 рр. голова Тяньцзінського міськкому КПК, у 2009—2012 роках глава Фуцзяньского провінційного парткому КПК.
Стала другою за всю історію КПК жінкою, яка очолила партком провінції. Разом з Лю Яньдун — дві жінки — члени Політбюро ЦК КПК чинного 18 скликання.
Член КПК з травня 1973 року, член ЦК (17 скликання, кандидат з 15 скликання), член Політбюро 18 скликання.

## Біографія
Сунь Чуньлань за національністю хань. Вона народилася в родині невеликого достатку.
Закінчила факультет механіки Аньшаньску індустріально-технологічну академію у провінції Ляонін, де навчалася в 1965—1969 роках. Після чого працювала на Аньшанській годинниковій фабриці, де потім у 1971—1974 рр. перебувала на партроботі.
У 1974—1978 роках вона голова комсомольського середку Аньшанського бюро легкої промисловості.
У 1978—1991 рр. Сунь Чуньлань — на керівній і партійній роботі на Аньшаньській текстильній фабриці. У 1988—1991 роках також очолювала Аньшаньську жіночу асоціацію.
У 1989—1991 роках вона паралельно навчалася дистанційно на економічному факультеті Ляонінського університету в Шеньяні економічному управлінню.
У 1991—1993 рр. Сунь Чуньлань обіймала посаду заступника голови профспілки провінції Ляонін. У 1993—1994 рр. працювала керівницею жіночої асоціації провінції Ляонін. У 1994—1997 рр. очолила профспілку провінції Ляонін.
Пройшла в 1992—1993 роках річну навчальну програму в Центарльній партшколі при ЦК КПК. Закінчила магістратуру в Ляонінському університеті в Шеньяні, де навчалася в 1992—1995 роках.
У 1997—2005 рр. працювала заступницею голови парткому КПК провінція Ляонін. Паралельно, у 2001—2005 роках була главою Даляньського міськкому КПК (змінила на цій посаді Бо Сілая).
У 2005—2009 роках Сунь Чуньлань — заступник голови Всекитайської федерації профспілок.
- У 2009—2012 роках вона голова парткому КПК провінції Фуцзянь (Східний Китай), одночасно з 30 січня 2010 року голова ПК СНП провінції[3].
- З листопада 2012 року Сунь Чуньлань — голова Тяньцзінського міськкому КПК. Змінила на цій посаді Чжан Гаол, обраного до Постійного комітету Політбюро ЦК КПК 18 скликання[4].
- З 31 грудня 2014 року Сунь Чуньлань — завідувачка відділу єдиного фронту ЦК КПК.

Олександр Габуєв відносить її до угруповання «комсомольців» у КПК.
Казахський китаєзнавець Руслан Ізімов також відносить її до «комсомольців», відзначаючи її як «найбільш вірну прихильницю Ху Цзіньтао», яка працювала в комсомолі разом з Вень Цзябао.
Дослідник з РУДН С. О. Баров відзначав її близькість до прем'єра Лі Кецяна, а також називав ймовірним її висунення в 2017 році в Постійний комітет Політбюро.
Незважаючи на те, що її призначення у Відділ єдиного фронту формально можна вважати як пониження, враховуючи обставини, в яких воно сталося — професор Bo Zhiyue у «The Diplomat» припускає, що це може означати, що її готують в наступники голови ВК НПКРК Юй Чженшена (який через вікові обмеження в 2017 році залишив свою посаду), а отже і в Посткомі Політбюро.